# Donji Daruvar
Donji Daruvar (česky Dolní Daruvar) je vesnice v Chorvatsku v Bjelovarsko-bilogorské župě, spadající pod opčinu města Daruvar. Nachází se asi 1 km severně od Daruvaru. V roce 2011 zde žilo 731 obyvatel. V roce 1991 bylo 28,52 % obyvatel (320 z tehdejších 1 122 obyvatel) české národnosti.

## Sousední sídla
| Růžice kompasu | Končanica     | Dioš          | Batinjani            | Růžice kompasu |
| Růžice kompasu | Lipovac Majur | Sever         | Batinjska Rijeka     | Růžice kompasu |
| Růžice kompasu | Lipovac Majur | Donji Daruvar | Batinjska Rijeka     | Růžice kompasu |
| Růžice kompasu | Lipovac Majur | Jih           | Batinjska Rijeka     | Růžice kompasu |
| Růžice kompasu | Ljudevit Selo | Daruvar       | Daruvarski Vinogradi | Růžice kompasu |